# Francisella
Francisella este un gen de bacterii Gram-negative. Speciile au formă cocobacilară sau bacilară, sunt lipsite de motilitate, strict aerobe și sunt paraziți facultativ intracelulari ai macrofagelor. Coloniile de Francisella sunt foarte similare morfologic cu cele de Brucella.

## Specii
- F. tularensis
- F. novicida
- F. hispaniensis
- F. persica
- F. noatunensis
- F. philomiragia
- F. halioticida
- F. endociliophora
- F. guangzhouensis
- F. piscicida